# Latorcafő
Latorcafő település Ukrajnában, Kárpátalján, a Munkácsi járásban.

## Fekvése
Volóctól északra fekvő település.

## Nevének eredete
Nevét az egykor itt eredő Latorca forrásáról kapta.

## Története
Latorcafő nevét 1570-ben említette először oklevél Laturka néven.
1600-ban Laturka, 1610-ben Latirka, 1648-ban Latorka néven írták.
1910-ben 639 lakosa volt. Ebből 5 magyar, 56 német, 578 ruszin volt, melyből 577 görögkatolikus, 54 izraelita volt.
1903-ban Latorcafő-re magyarosították nevét.
A trianoni békeszerződés előtt Bereg vármegye Alsóvereczkei járásához tartozott.